# Prunus griffithii
Prunus griffithii är en rosväxtart som först beskrevs av Pierre Edmond Boissier, och fick sitt nu gällande namn av C. K. Schneider. Prunus griffithii ingår i släktet prunusar, och familjen rosväxter.

## Underarter
Arten delas in i följande underarter:
- P. g. chorassanica
- P. g. turcomanica
- P. g. alaica
- P. g. tianshanica
- P. g. pseudoprostrata
- P. g. amygdaliflora
- P. g. araxina